# Aphorism
Aphorism (アホリズム?, Ahorizumu) è un manga scritto e disegnato da Kujo Karuna. L'opera è stata pubblicata dal 2008 al 2016 sulle riviste Monthly Gangan Wing e Gangan Online di Square Enix ed è stata poi raccolta in 14 volumi tankōbon.

## Trama
La storia si volge in Giappone, nella prestigiosa scuola superiore Naraka, dove tutti i diplomati hanno un futuro luminoso e, appena usciti, raggiungono i vertici della società. L'unica condizione per poterci entrare è riuscire a distinguere un'isola che fluttua alta nel cielo. Momiji decide di iscriversi all'istituto nella speranza di avere una vita migliore ma sfortunatamente sperimenta molto presto la realtà della scuola e si trova costretto ad affrontare l'eclissi divina, un calvario che affligge in modo atroce la realtà, dalla quale solo i più determinati e combattivi possono scappare.

## Personaggi
- Momiji Rokudō (六道黄葉): è il protagonista della serie. Si è iscritto alla prestigiosa Naraka per avere un futuro migliore ma, una volta scoperta la vera natura dell'istituto, cerca di sopravvivere con i suoi amici per avere la meglio.
- Aira Hirakasa (比良坂アイラ): è il secondo personaggio che appare nella serie. È un'amica intima di Momiji e mostra più reattività di quest'ultima.
- Sanjūrō Hinata (日向三十郎): è nella stessa classe di Momiji e Aira. È il compagno di stanza di Hirasaka e amico di Momiji. Hinata è anche il fratello minore del direttore della scuola.
- Noa Shinohara: è un'amica del college di Hinata e Mino. È la coinquilina di Aira ed è in classe seconda.
- Yoshitoshi Mino: è un amico d'infanzia di Hinata, oltre che di Noa, anche se conosceva quest'ultima solo al college. Fa parte della classe terza.
- Shin hakamada: considerato dapprima un bullo da alcuni dei suoi compagni, diventerà un alleato di Momiji e del suo gruppo, dimostrandosi una brava persona. È nella stessa classe di quest'ultimo.
- Yama: è il direttore della scuola. Prima dell'istituzione della scuola era l'insegnante di Krishna.
- Krishna: è il discepolo di Yama, ha molto rispetto per lui e per Momiji.
- Izuru Tomonoga: è uno degli antagonisti della serie, si unisce alla scuola per vendicare il fratello maggiore scomparso.

## Pubblicazione
Il manga, scritto e disegnato da Kujo Karuna, è stato pubblicato da Square Enix sulla rivista Monthly Gangan Wing nel 2008 e in seguito su Gangan Online dal 2009 fino al 2016, anno della fine della storia. L'opera è stata pubblicata in Francia dalla Pika Edition nel giugno 2015.